# Имбюла, Жанелли
Жанелли́ Имбюла́ Ванга́ (фр. Giannelli Imbula Wanga; род. 12 сентября 1992[…], Вилворде, Брабант) — конголезский и французский футболист, полузащитник клуба «Истанбулспор». Выступал за сборную ДР Конго.
Также имеет французское и бельгийское гражданства.

## Карьера

### Клубная
Начинал карьеру в академиях парижских клубов «Аржантёй», «Расинг» и «Пари Сен-Жермен». В 2007 году отправился в «Генгам».
16 октября 2009 года Имбюла дебютировал за «Генгам» в Лиге 2 в матче против «Дижона» (1:1) и в возрасте семнадцати лет, одного месяца и четырёх дней стал самым молодым игроком чемпионата в истории. 11 января 2013 года Имбюла забил первый гол за «Генгам», который оказался победным в матче против «Гавра» (1:0). В мае 2013 года Жанелли был признан лучшим игроком сезона в Лиге 2.
19 июля 2013 года Имбюла перешёл в марсельский «Олимпик», подписав контракт на пять лет за 7,5 миллионов евро плюс бонусы. 11 сентября дебютировал в Лиге 1 в матче против своей бывшей команды. 24 сентября Имбюла забил первый гол за «Марсель» в матче против «Сент-Этьена» (2:1). 18 октября Жанелли дебютировал в Лиге чемпионов в матче против лондонского «Арсенала».
1 июля 2015 года перешёл в «Порту» за 20 миллионов евро. Контракт подписан на 5 лет. Сумма выкупа составила 50 млн евро.
1 февраля 2016 года подписал контракт с английским клубом «Сток Сити» на 5,5 лет на сумму 18,3 млн фунтов стерлингов.

### В сборной
В июле 2013 года Имбюла получил приглашение выступать за сборную ДР Конго. Однако футболист сделал отказ в надежде заиграть в будущем за сборную Франции.
В феврале 2013 года был приглашён в сборную Франции до 20 лет, а в мае дебютировал за неё.
Осенью 2015 года принял решение о выступлении за национальную сборную Бельгии.